# Hydraecia ximena
Hydraecia ximena là một loài bướm đêm trong họ Noctuidae.